# Stoffel Vandoorne
Stoffel Vandoorne (Kortrijk, Belgija, 26. ožujka 1992.) je bivši belgijski vozač Formule 1.

## Karijera
Vandoorne svoju je trkaću karijeru započeo sa šest godina u kartingu u Belgiji, gdje je osvajao naslove nacionalnog karting prvaka.
Godine 2010. prelazi u utrke jednosjeda i postaje prvak Formule 4 Eurocup. Belgijac 2011. nastupa u Formuli Renault 2.0 za momčad KTR. I sljedeće godine ostaje u istoj seriji te osvaja naslov. Godine 2013. prelazi u Formulu Renault 3.5 gdje nastupa za Fortec Motorsport i završava drugi u poretku. Sljedeće godine prelazi u GP2 seriju, nastupa za ART Grand Prix i završava drugi u poretku iza prvaka Jolyona Palmera. Iste godine postaje član McLarenovoh programa za mlade vozače. McLarenov F1 bolid Vandoorne je isprobao u svibnju, a testove je nastavio u srpnju i studenom u ukupno odvozio 1079 kilometara. Godine 2015. osvaja naslov u GP2 seriji. Unatoč impresivnim nastupima za njega mjesta u Formuli 1 nije bilo pa je Stoffel karijeru nastavio u japanskoj Super Formuli.
Belgijac je nastavio testirati za McLaren, a u Formuli 1 debitirao je 2016. na VN Bahreina, kao zamjena za Fernanda Alonsa. U utrci je pobijedio momčadskog kolegu Britanca Jensona Buttona u kvalifikacijama i završio 10. mjestu, te time osvojio prvi bod u sezoni za McLaren. Za sezonu 2017. McLaren ga je potvrdio kao svog vozača umjesto Buttona koji se oprostio od Formule 1.

## Naslovi
Karting
- Belgian Championship KF2 2008.
- Racehall of Champions - 80 kg 2012.

- Formula 4 Eurocup 1.6 2010.
- Eurocup Formula Renault 2.0 2012.
- Grand Prix 2 Series 2015.

## Rezultati u Formuli 1
| Sezona | Momčad        | Šasija         | Motor                 | Utrke   | Pobjede | Podiji | Bodovi | Plasman |
| ------ | ------------- | -------------- | --------------------- | ------- | ------- | ------ | ------ | ------- |
| 2016.  | McLaren Honda | McLaren MP4-31 | Honda RA616H 1.6 V6 t | 1       | 0       | 0      | 1      | 20.     |
| 2017.  | McLaren Honda | McLaren MCL32  | Honda RA617H 1.6 V6 t | 20 (19) | 0       | 0      | 13     | 16.     |

## Vanjske poveznice
- Vandoorne na driverdb.com